# اونتروسن
اونتروسن (به آلمانی: Unterwössen) یک شهر در آلمان است که در بایرن واقع شده‌است.

## خصوصیات
اونتروسن ۴۱٫۲۸ کیلومترمربع مساحت دارد ۵۵۵ متر بالاتر از سطح دریا واقع شده‌است.